# 어떻게 밖으로 나갈까
《어떻게 밖으로 나갈까》는 1992년 1월 20일, 세계사에서 발행한 시인 김승희의 다섯 번째 시집이다.

## 같이 보기
- 김승희 (1989년). 《《달걀 속의 생》》.